# Đảng Các khu vực
Đảng Các khu vực (tiếng Ukraina: Партія регіонів; tiếng Nga: Партия регионов) là một đảng chính trị trung hữu và thân Nga của Ukraina được thành lập vào cuối năm 1997, sau đó phát triển thành đảng lớn nhất của Ukraina từ năm 2006 đến 2014. Kể từ cuộc cách mạng Ukraina tháng 2 năm 2014, Đảng Các khu vực đã không tham gia cuộc bầu cử và hầu hết các đảng viên đã rời khỏi đảng để tiếp tục sự nghiệp của họ trong các đảng khác. Các cựu đảng viên nổi tiếng nhất là cựu Thủ tướng Mykola Azarov và cựu Tổng thống Ukraina Viktor Yanukovych; cả hai đã trốn sang Nga vào tháng 2 năm 2014.
Đảng này được thành lập vào ngày 26 tháng 10 năm 1997, ngay trước cuộc bầu cử quốc hội Ukraina năm 1998, dưới tên gọi "Đảng hồi sinh khu vực của Ukraina" và do Volodymyr Rybak lãnh đạo. Trong suốt sự tồn tại của mình, đảng đã bao gồm các nhóm chính trị khác nhau với các triển vọng tư tưởng khác nhau.
Đảng tổ chức lại vào năm 2001 khi nó hợp nhất với một số đảng khác. Theo lãnh đạo của đảng năm 2002, từ khi thành lập đảng đến cuối năm 2001, số lượng thành viên đã tăng vọt từ 30.000 đến 500.000. Đảng tuyên bố bảo vệ ý thức hệ và bảo vệ quyền của người dân tộc Nga và người nói tiếng Nga ở Ukraina. Ban đầu, nó ủng hộ tổng thống Leonid Kuchma và gia nhập liên minh thân chính phủ Liên hiệp Ukraina trong cuộc bầu cử quốc hội vào ngày 30 tháng 3 năm 2002.
Cơ sở bầu cử và tài chính của đảng luôn được đặt chủ yếu ở phía đông và đông nam Ukraina, nơi có sự hỗ trợ bầu cử phổ biến rộng rãi. Ở tỉnh Donetsk phía đông Ukraina, đảng tuyên bố năm 2010 có hơn 700.000 thành viên. Đảng được ủng hộ chủ yếu bởi những người trung niên trên 45 tuổi.
Vào năm 2010, ứng viên của đảng là ông Viktor Yanukovych đã trúng cử Tổng thống Ukraina.
Đảng đã giành được 185 ghế trong quốc hội Ukraina trong cuộc bầu cử quốc hội Ukraina năm 2012. Vào ngày 12 tháng 12 năm 2012, nó đã thành lập một nhóm nghị sĩ gồm 210 đại biểu.
Trong cuộc cách mạng Ukraina năm 2014 vào ngày 20 tháng 2 năm 2014, một số đảng viên đã kêu gọi giải thể Ukraina và sáp nhập vào Liên bang Nga. Oleksandr Yefremov, lãnh đạo phe nghị viện Ukraina ủng hộ đầy đủ các hành động được đề xuất này, và Vladimir Konstantinov, chủ tịch Hội đồng tối cao Cộng hòa tự trị Crimea đã tới Luhansk để ủng hộ những hành động quyết định này. Vào ngày 23 tháng 2 năm 2014, Đảng Các khu vực đã lên án và tách ra khỏi Victor Yanukovych vì tham nhũng, "ra những mệnh lệnh độc tài và tàn bạo", trốn thoát và hèn nhát. Những tháng tiếp theo, hơn 120 nghị sĩ rời khỏi phe phái nghị viện của đảng.
Đảng Các khu vực không tham gia cuộc bầu cử quốc hội năm 2014. Trong những tháng tiếp theo, phần lớn các đảng viên tiếp tục sự nghiệp chính trị của họ ở các đảng khác như "Khối Đối lập", Đảng "Tự cứu" hoặc Đảng "Vùng đất của chúng ta".

## Lịch sử

### Đảng Hồi sinh khu vực của Ukraina
Đại hội thành lập Đảng Hồi sinh khu vực của Ukraina được tổ chức vào ngày 26 tháng 10 năm 1997 tại Kiev. Nhà lãnh đạo đầu tiên của đảng là thị trưởng của Donetsk, Volodymyr Rybak. Vào ngày 6 tháng 11 năm 1997, Đảng Hồi sinh Khu vực Ukraina đã được đăng ký tại Bộ Tư pháp Ukraina. Vào ngày 27 tháng 11 năm 1997, đã diễn ra Đại hội Đảng lần thứ nhất, thông qua danh sách và nền tảng bầu cử cho các cuộc bầu cử tiếp theo. Vào ngày 13 tháng 1 năm 1998, một phe phái nghị viện đã được thành lập tại quốc hội Ukraina, Đảng Hồi sinh khu vực của Ukraina.
Trong cuộc bầu cử quốc hội năm 1998, Đảng Hồi sinh khu vực của Ukraina đã giành được 0,90% số phiếu. Một đại diện của đảng đã được bầu vào Quốc hội Ukraina bằng cách giành được một cử tri tại cuộc bầu cử thường kỳ. Đảng này nằm trong top 10 đảng đứng đầu ở Chernivtsi và Donetsk. Volodymyr Rybak là người chiến thắng khu vực bầu cử số 45 ở tỉnh Donetsk.
Trong Đại hội Đảng lần thứ 2 diễn ra trong hai giai đoạn vào mùa xuân năm 1999, người ta đã quyết định ủng hộ ứng cử viên tổng thống Leonid Kuchma cho cuộc bầu cử tổng thống tiếp theo. Vào mùa hè năm 1999, đảng này đã tham gia vào khối bầu cử "Sự lựa chọn của chúng tôi - Leonid Kuchma", bao gồm 23 đảng và được lãnh đạo bởi Yevhen Kushnaryov, người tán thành Tổng thống đương nhiệm Leonid Kuchma trong cuộc bầu cử tổng thống năm 1999.

### Sự ra đời của Đảng Các khu vực
Vào ngày 17 tháng 11 năm 2000, Đại hội Đảng bất thường lần thứ 3 đã thông qua việc sáp nhập năm đảng chính trị, "Vì đất nước Ukraina tươi đẹp", "Đảng hưu trí toàn Ukraina", "Đảng Lao động", "Đảng đoàn kết Ukraina" và Đảng Hồi sinh Khu vực của Ukraina, thành một tổ chức mới mang tên "Đảng Hồi sinh khu vực và Đoàn kết Lao động Ukraina". Các đồng lãnh đạo của khối chính trị mới là Valentyn Landyk, Petro Poroshenko và Volodymyr Rybak. Ngoài ra, trước khi sáp nhập, "Đảng đoàn kết Ukraina" đã bị bỏ rơi hoàn toàn bởi chính gốc của nó, "Đảng nông dân Ukraina". Vào ngày 21 tháng 2 năm 2001, Bộ Tư pháp đã đăng ký "Đảng Hồi sinh khu vực và Đoàn kết Lao động Ukraina".
Vào ngày 3 tháng 3 năm 2001, tại Đại hội Đảng lần thứ 3, đảng đổi tên thành Đảng Các khu vực. Tại đại hội, ông Mykola Azarov, lúc đó là chủ tịch của Cơ quan Thuế Nhà nước Ukraina, đã được bầu làm lãnh đạo đảng, nhưng sớm từ chức vào tháng 12 năm 2001, được thay thế bởi phó chủ tịch đảng và lúc đó là Phó Thủ tướng Volodymyr Semynozhenko. Trong một cuộc phỏng vấn với tờ báo "Den" vào ngày 6 tháng 3 năm 2001, Azarov nói rằng ông đã đồng ý trở thành chủ tịch trong một thời gian ngắn "cho đến khi đảng này đề cử một ứng cử viên cho chức Tổng thống Ukraina năm 2004". Vào tháng 12 năm 2001, thành viên của Đảng Các khu vực Ihor Yushchko được bổ nhiệm làm Bộ trưởng Bộ Tài chính của Ukraina. Vào ngày 21 tháng 3 năm 2001, Bộ Tư pháp đã đăng ký lại đảng theo số 939 với ngày đăng ký cũ hơn.
Vào ngày 23 tháng 5 năm 2001, Đảng Các khu vực đã ký một thỏa thuận hợp tác và hợp tác với Đảng Lao động Ukraina, và vào ngày 7 tháng 6 năm 2001, với Đảng Nông nghiệp Ukraina.
"Các khu vực của Ukraina" là cánh nghị viện của Đảng Các khu vực; nó được tạo ra vào cuối tháng 3 năm 2001 sau khi một số đại biểu đào thoát khỏi phe ban đầu của họ. Các nhà phê bình cho rằng các đại biểu đã bị "dụ dỗ" khỏi các phe phái khác bởi áp lực và các nhà phân tích tuyên bố hầu hết trong số họ không liên quan gì đến đảng mới. Chín trong số mười bảy thành viên của cánh này có nguồn gốc chính trị và kinh doanh tại khu vực Donetsk. Vào tháng 7 năm 2002, đảng này có một phe gồm 24 người (một người đã rời khỏi phe này sau đó).
Trong cuộc bầu cử quốc hội Ukraina, Đảng Các khu vực là thành viên của khối bầu cử "Ukraina Đoàn kết". Sau đó, nó được dẫn dắt bởi Volodymyr Semynozhenko.
Từ ngày 21 tháng 11 năm 2002 đến ngày 7 tháng 12 năm 2004, Viktor Yanukovych là Thủ tướng Ukraina.
Tại một đại hội được tổ chức vào ngày 19 tháng 4 năm 2003, Viktor Yanukovych đã được bầu làm lãnh đạo đảng, kế nhiệm Volodymyr Semynozhenko. Lúc đó Đảng Các khu vực đang có 20 ghế trong quốc hội Ukraina.

### Thời điểm bùng nổ bầu cử
Đảng đã chuyển tư tưởng chính trị sang cánh tả và theo đuổi chủ nghĩa dân túy trước cuộc bầu cử tổng thống Ukraina năm 2004 và kết quả là Yanukovych đã giành chiến thắng trong một phần lớn của cử tri đảng Cộng sản ở miền đông Ukraina. Đảng tuyên bố hỗ trợ để biến tiếng Nga thành ngôn ngữ chính thức thứ hai tại Ukraina, chính sách đối ngoại thân Nga và tăng chi tiêu xã hội. Đảng cũng ủng hộ hệ tư tưởng khu vực và nhiều thành viên ủng hộ việc biến Ukraina thành một liên bang.
Đảng Các khu vực trở thành phe đối lập sau khi ứng cử viên của họ, Viktor Yanukovych, thua cuộc bầu cử tổng thống năm 2004. Nhà lãnh đạo đảng lần đầu tiên tuyên bố chiến thắng bầu cử, nhưng những cáo buộc mạnh mẽ về gian lận bầu cử đã gây ra một loạt các sự kiện được biết đến là Cách mạng Cam. Trong cuộc điều hành lại cuộc bầu cử tổng thống theo lệnh của Tòa án tối cao của đất nước, Viktor Yanukovych đã thua cuộc bầu cử trước Viktor Yushchenko.
Đảng Các khu vực tuyên bố mình là nạn nhân của một chiến dịch đàn áp chính trị do chính phủ mới tổ chức, cũng bởi vì Borys Kolesnykov, người đứng đầu chi nhánh Đảng Các khu vực và của Hội đồng Khu vực Donetsk, đã bị bắt vào tháng 4 năm 2005 và bị buộc tội "tống tiền hình sự". Đảng Các khu vực tuyên bố đây là một hành động đàn áp chính trị, trong khi chính quyền tin rằng Kolesnykov có liên quan đến tội phạm có tổ chức và việc bắt giữ ông là một vấn đề hình sự. Hội đồng Châu Âu gọi cuộc điều tra là "tuân thủ đầy đủ các tiêu chuẩn châu Âu". Kolesnykov sau đó đã được xóa các cáo buộc và được thả ra khỏi nhà tù trước khi xét xử.
Đảng đã ký thỏa thuận hợp tác vào năm 2005 với đảng "Nước Nga thống nhất" của Nga.
Nhà tư vấn người Mỹ Paul J. Manafort đã cố vấn cho đảng và Yanukovych từ năm 2005.

### Kết quả bầu cử nghị viện năm 2006

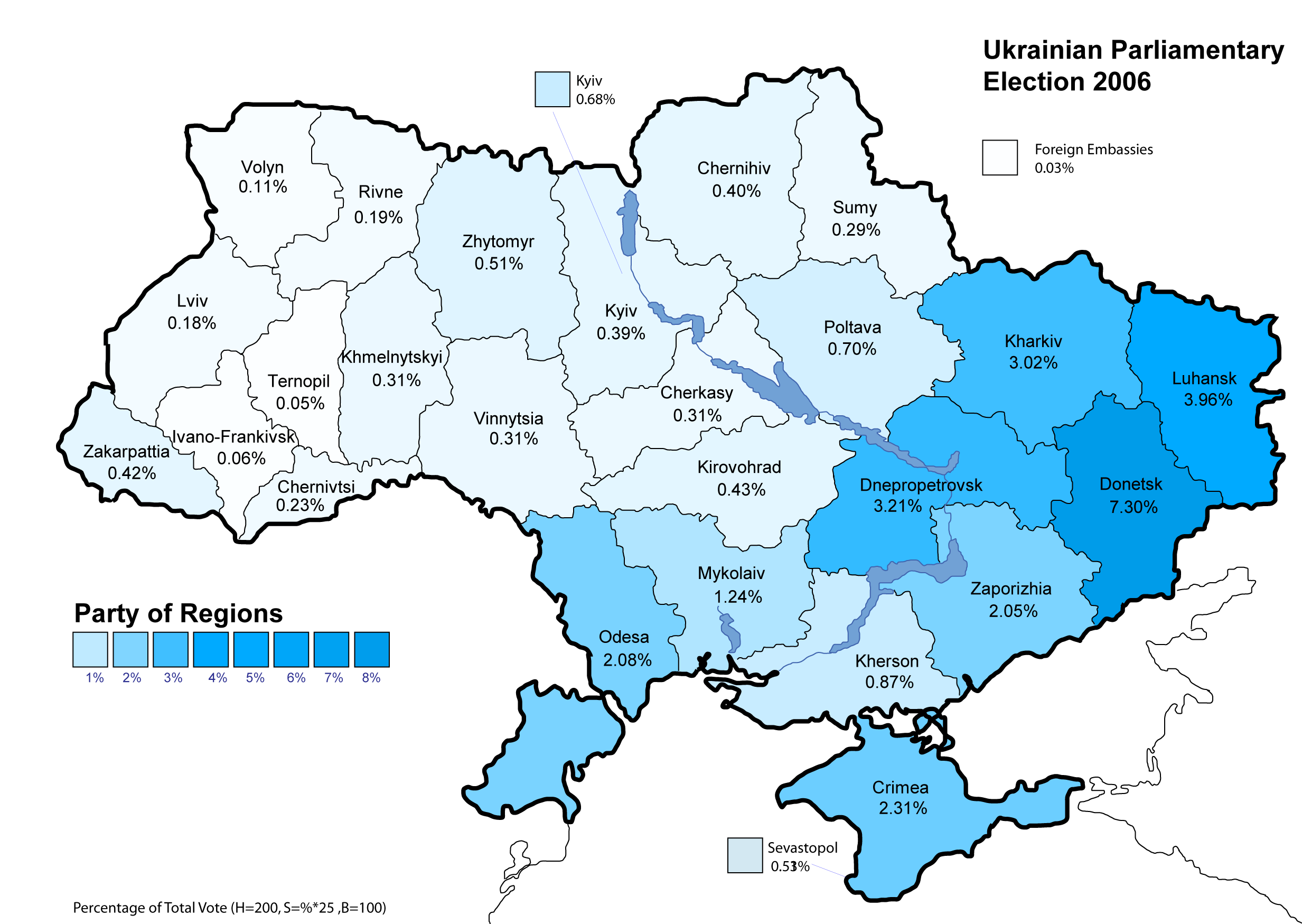
Kết quả phiếu bầu quốc gia cho Đảng Các khu vực trong cuộc bầu cử nghị viện năm 2006.

Trong cuộc bầu cử quốc hội ngày 26 tháng 3 năm 2006, đảng đã giành được 32,14% phiếu bầu quốc gia và 186 trên 450 ghế trong Nghị viện (Verkhovna Rada), đồng thời trở thành khối chính trị lớn nhất trong Nghị viện. Vào ngày 6 tháng 7, Đảng Xã hội Dân chủ Ukraina đã rời "Khối Cam" gồm Đảng "Ukraina của chúng ta" và "Khối Yulia Tymoshenko" vì những thất bại trong việc thỏa thuận để tạo ra một khối chính trị khác.
Vào ngày 10 tháng 7 năm 2006, đại đa số các nghị sĩ đã lập ra "Liên minh chống khủng hoảng", do Đảng Các khu vực. Đảng Xã hội và Đảng Cộng sản thành lập, đã đề cử Viktor Yanukovych vào vị trí thủ tướng.
"Liên minh chống khủng hoảng" vẫn tiếp tục duy trì cho tới cuộc bầu cử nghị viện bất thường được tổ chức vào tháng 9/2007.
Trong cuộc bầu cử Nghị viện nước Cộng hòa Krym, Đảng Các khu vực là một phần của khối bầu cử "Vì Yanukovych!"
Vào ngày 19 tháng 1 năm 2007, Yevhen Kushnaryov, một đảng viên đã chết ở Izium vì bị cướp cò súng trong lúc đi săn.
Vào giữa năm 2007, các đảng "Cộng hòa Ukraina" và đảng "Lao động Ukraina" sáp nhập vào Đảng Các khu vực.